# 中英续议通商行船条约
《中英续议通商行船条约》，又名《马凯条约》，是指1902年9月5日大英帝国与清朝的政府签署的16项条约。此项条约废除了厘金制度并取消了外国公民的治外法权。

## 背景

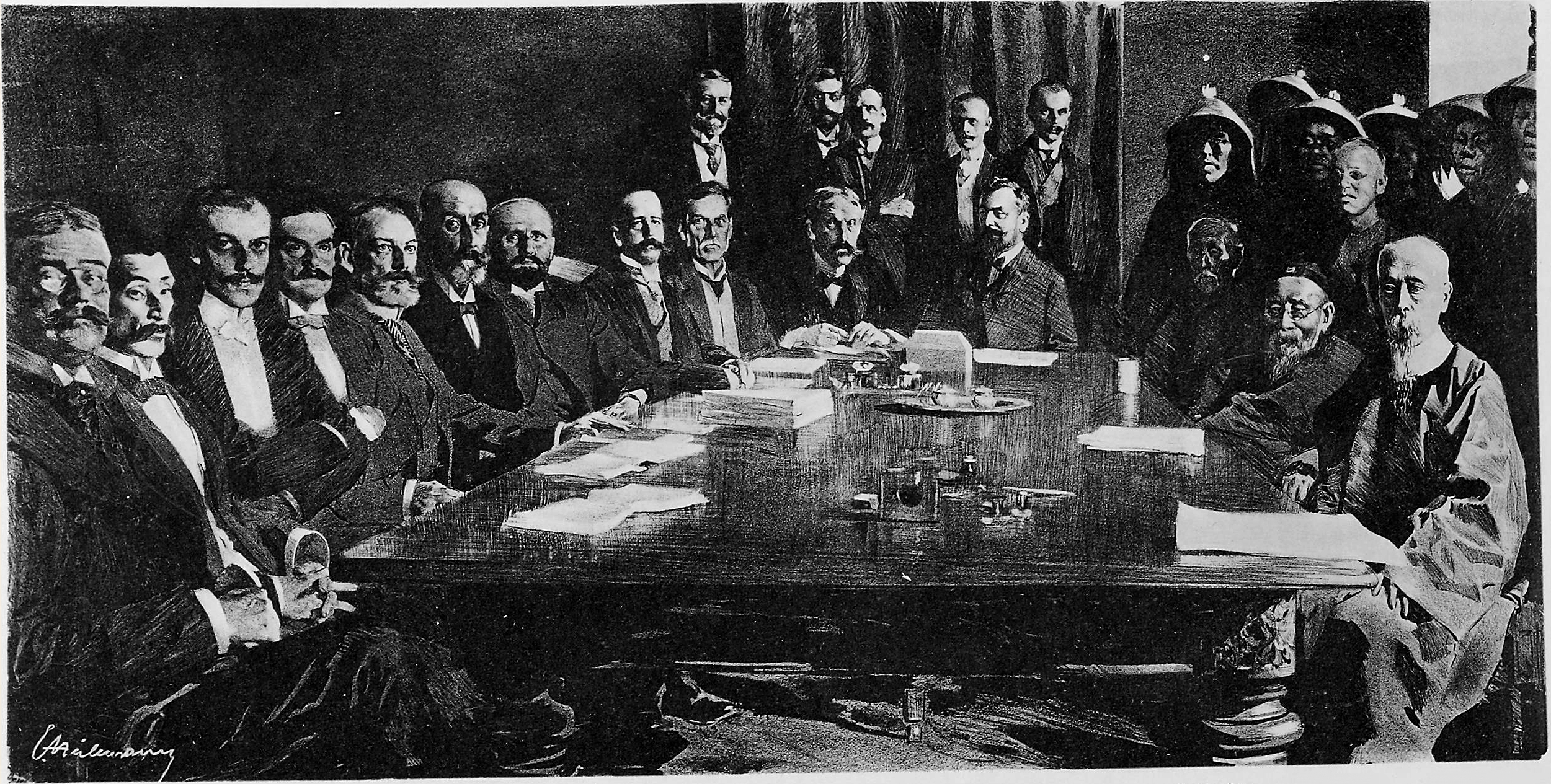
辛丑条约的签署

这项清朝与英国签署的条约与美国、日本及其他国家在1902到1903年签署的几项经商行船条约一同源于1901年《辛丑条约》的第十一条。该条款指出 “大清国国家允定将通商行船各条约内，诸国视为应行商改之处，及有关通商各他事宜，均行议商，以期妥善简易。”

## 谈判

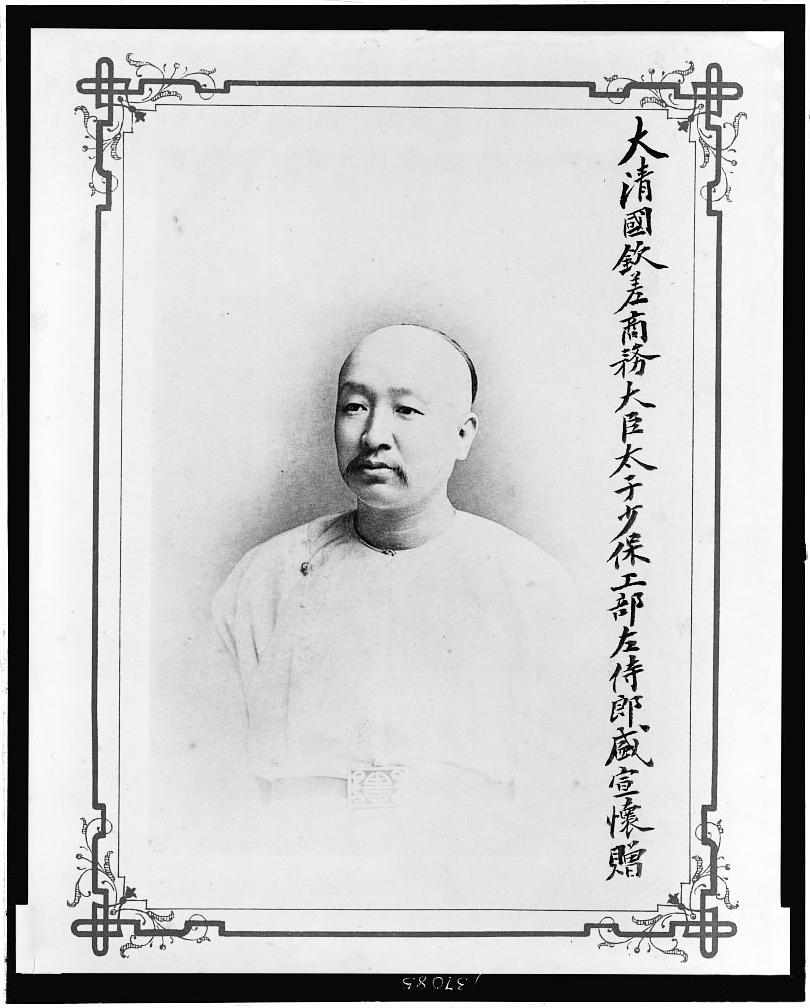
盛宣怀（1844-1916）

在中国海关专员贺璧理(A. E. Hippisley) 和F. E. Taylor的协助下，公共工程委员会主席吕海寰（1840–1927）与中国铁路公司总经理盛宣怀（1844–1916）组成中国代表团。随后中国海关副检察长R.E. Bredon作为助理代表加入了代表团。
英国方面，在上海商人Charles J. Dudgeon和北京使领馆秘书Henry Cockburn的协助下，代表团由詹姆斯·马凯 (James Mackay) 带领。
谈判开始于1902年1月11日，结束于同年9月5日。与之前的《南京条约》和《天津条约》不同，《中英续议通商行船条约》不是外国列强强迫清朝官员签订的文件。相反，是中国代表团在意识到外国措施对国内外税收政策的影响后，努力为自己争取到的利益。

## 条款内容
《中英续议通商行船条约》由十六条条款以及三个附件组成，其主旨在于废除厘金制度以及加重关税。厘金制度虽一直作为省级或县级政府的主要财政收入，但其之前存在的40年里一直被地方官员利用来胡乱征税，阻碍了国内外商人的正常贸易。为了弥补由于厘金制度的废除导致地方政府税收方面的损失，清政权将进口税提升到12.5%，将出口税提升到7.5%，但为了维持税收的合理性，又将面向国外物资的内部过境税废除。
这个条约的大致内容有：
1. 中国允愿采取步骤统一币制。
2. 中国承认华民购买他国公司的股票为合法。
3. 相互保护贸易牌号（商标）。
4. 中国开放长沙、万县（今重庆市万州区）、安庆、惠州及江门为通商口岸。
5. 中国同意于本约签订后一年内修订现行矿务章程。

此外，这个条约的附件就准许英国轮船在中国内河较前扩大航行范围做了具体规定。

## 签署之后
在《中国续议通商行船条约》签署一个月后，英国驻中国商会（China Association）于上海举办了一次会议。会议中，该条约受到53人支持45人反对，支持者占大多数。 然而英国商人们却向英国外交部长菲茨莫里斯（Henry Petty-Fitzmaurice）反映到，中国几乎没有履行关于货币，挖矿，税收，和航运的相关规定，并请求英国政府立即让中方履行其职责。